# 아실 에트나 미샬롱
아실 에트나 미샬롱(Achille Etna Michallon, 1796년 10월 22일~1822년 9월 24일)은 프랑스의 화가이다.
미샬롱은 조각가 클로드 미샬롱(Claude Michallon)의 아들이자 조각가 기욤 프랜신(Guillaume Francin)의 조카였다. 그는 자크루이 다비드와 피에르앙리 드 발랑시엔 밑에서 그림을 배웠다. 1817년 미샬롱은 풍경화 부문에서 첫 번째 로마 대상을 수상했다. 그는 1818년에 이탈리아로 여행을 가서 2년 넘게 로마에 머물며 많은 영향을 받았다. 그러나 미샬롱은 자신이 배운 것을 더 발전시기도 전에 25세의 젊은 나이에 폐렴으로 사망했다. 이는 재능 있고 존경받는 예술가로서 지속적인 명성을 얻을 수 있었던 그의 삶을 짧게 만든 비극이었다. 장바티스트 카미유 코로가 한때 미샬롱의 제자였을 것으로 추정된다.

## 대표 작품
- 참나무와 갈대 (1816년), 피츠윌리엄 박물관, 장 드 라 퐁텐의 이솝 우화 버전을 기반으로 함
- 나무에 대한 연구, (1816년경), 내셔널 갤러리, - 국립 미술관, 런던
- Démocrite et les Abdéritains (1817년), 파리 에콜 데 보자르 (Prix de Rome)
- Paysage de Frascati (1817년), 루브르 박물관
- La Mort de Roland à Roncevaux (1819년), 루브르 박물관
- 붉은색 드레이페 옴므 : 거주민 드 프라스카티 (?), 루브르 박물관
- La Femme foudroyée, 루브르 박물관
- 폼페이 포럼, 1819년, 워싱턴 DC 국립 미술관

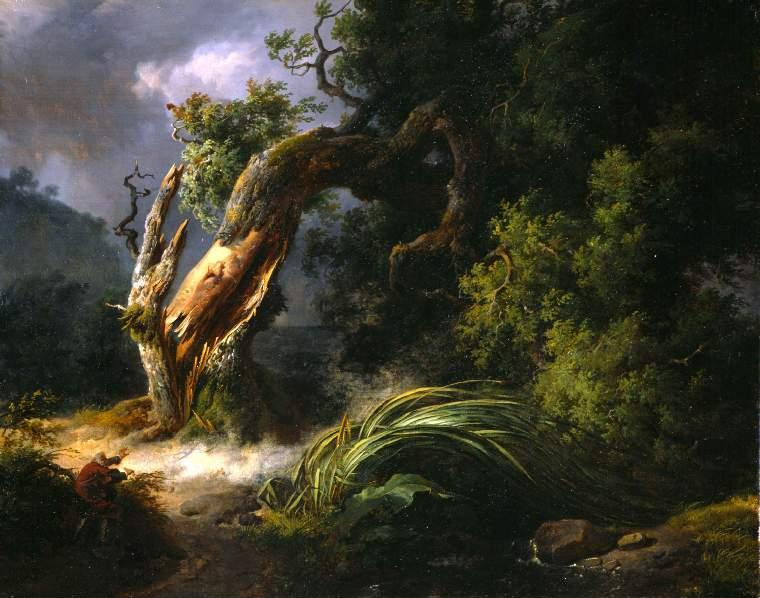
《참나무와 갈대》, 1816년, 피츠윌리엄 박물관
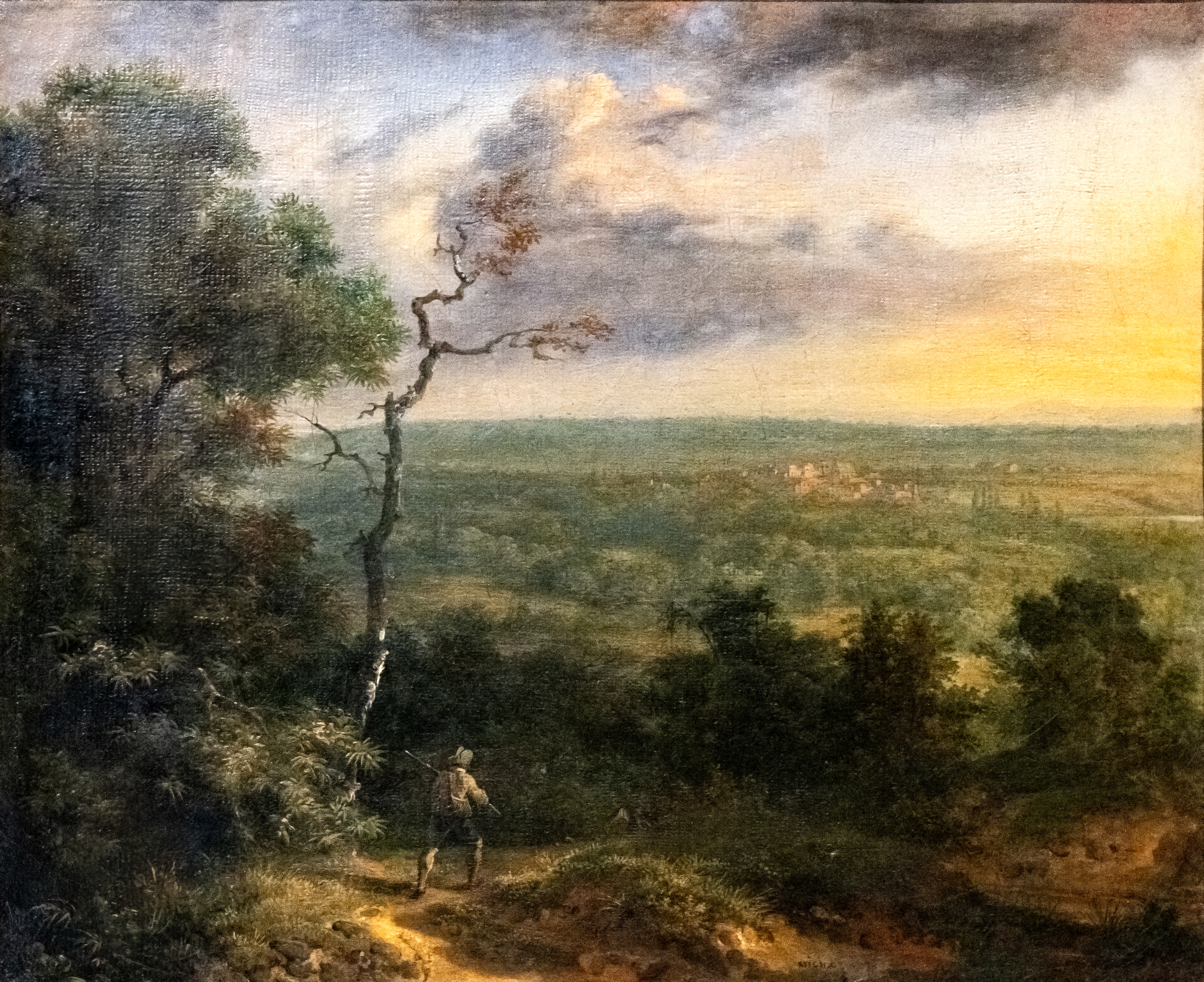
Views of Sceaux, taken from the Bois d'Aulnay, above the sand pit, 1814년, 툴루즈로트레크 박물관
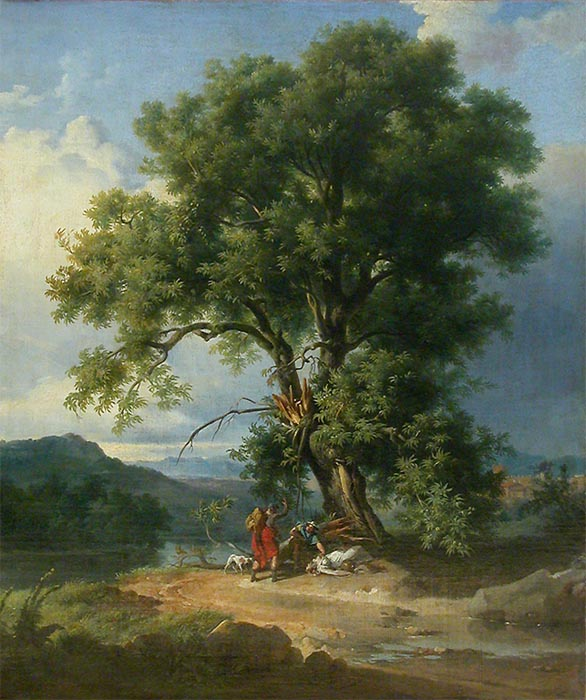
《벼락을 맞은 여인》(La femme foudroyée), 1822년경, 루브르 박물관
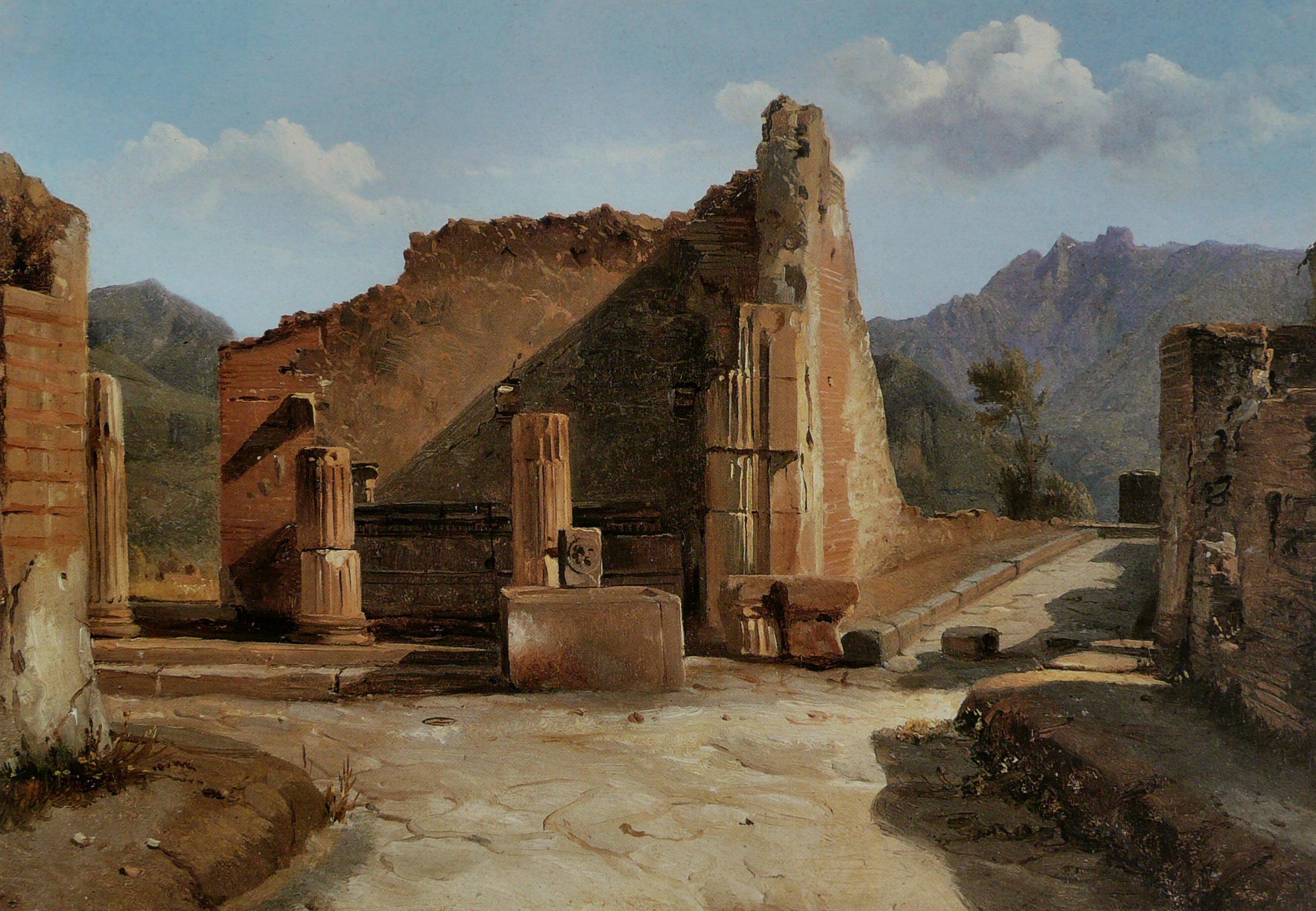
《1820년대 이탈리아 폼페이의 삼각 포럼》, 루브르 박물관
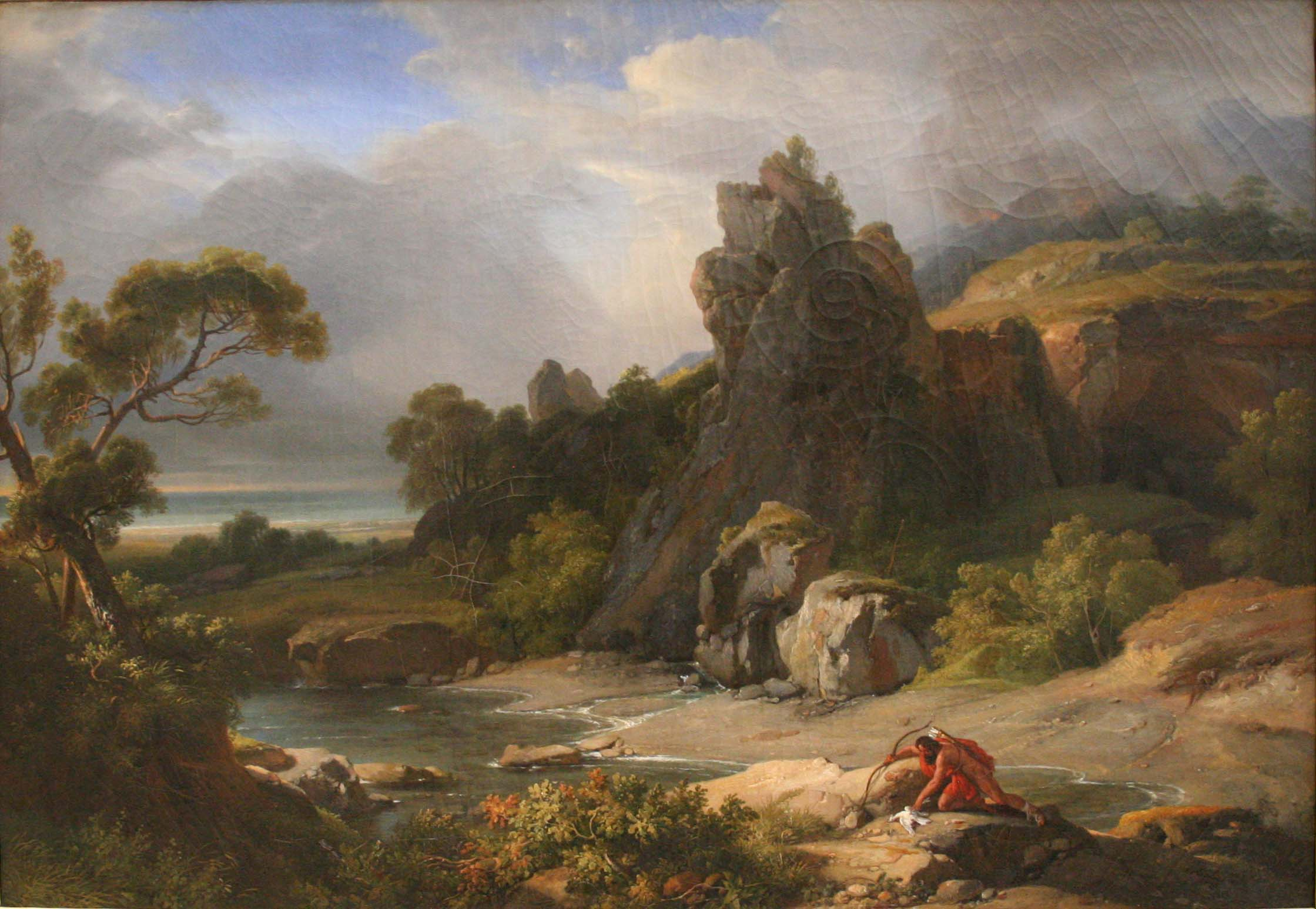
Philoctète dans l'île de Lemnos, 1822년, 파브르 미술관
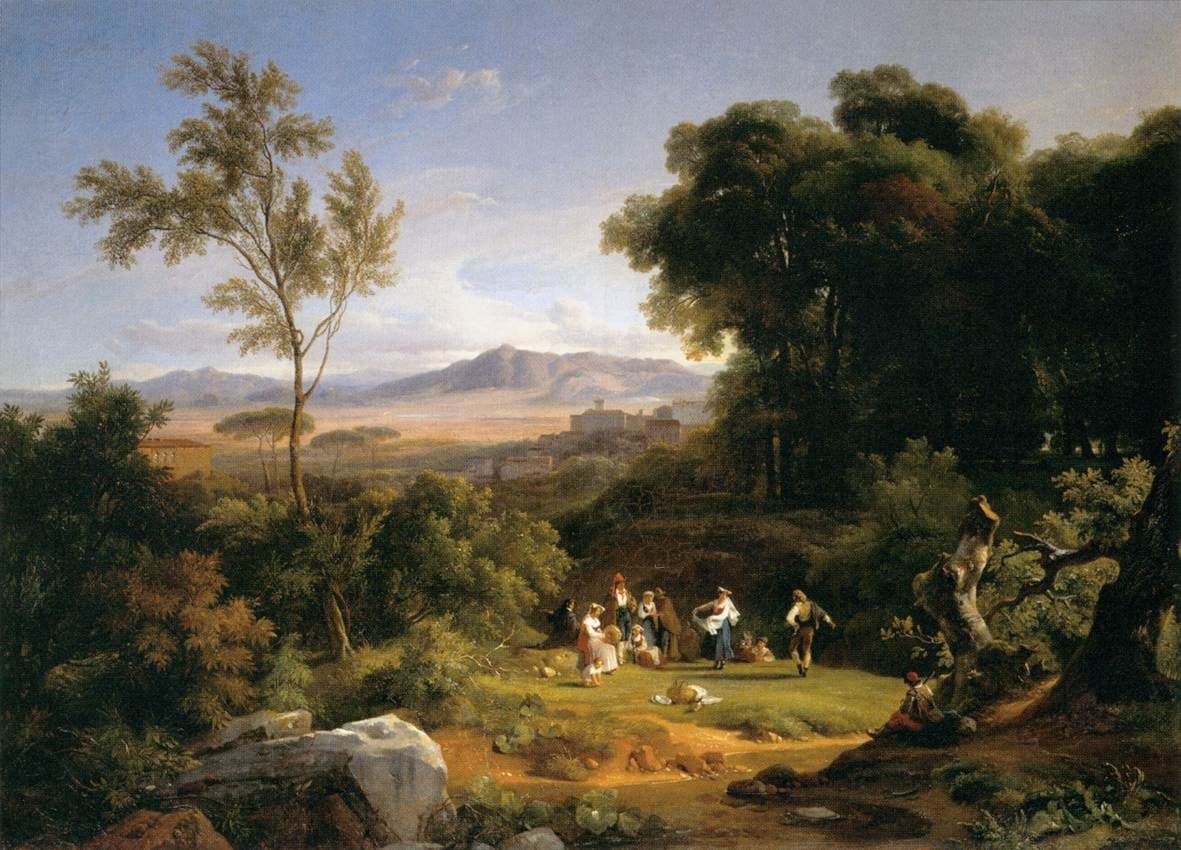
《프라스카티의 풍경에서 영감을 받은 풍경》, 1822년, 루브르 박물관
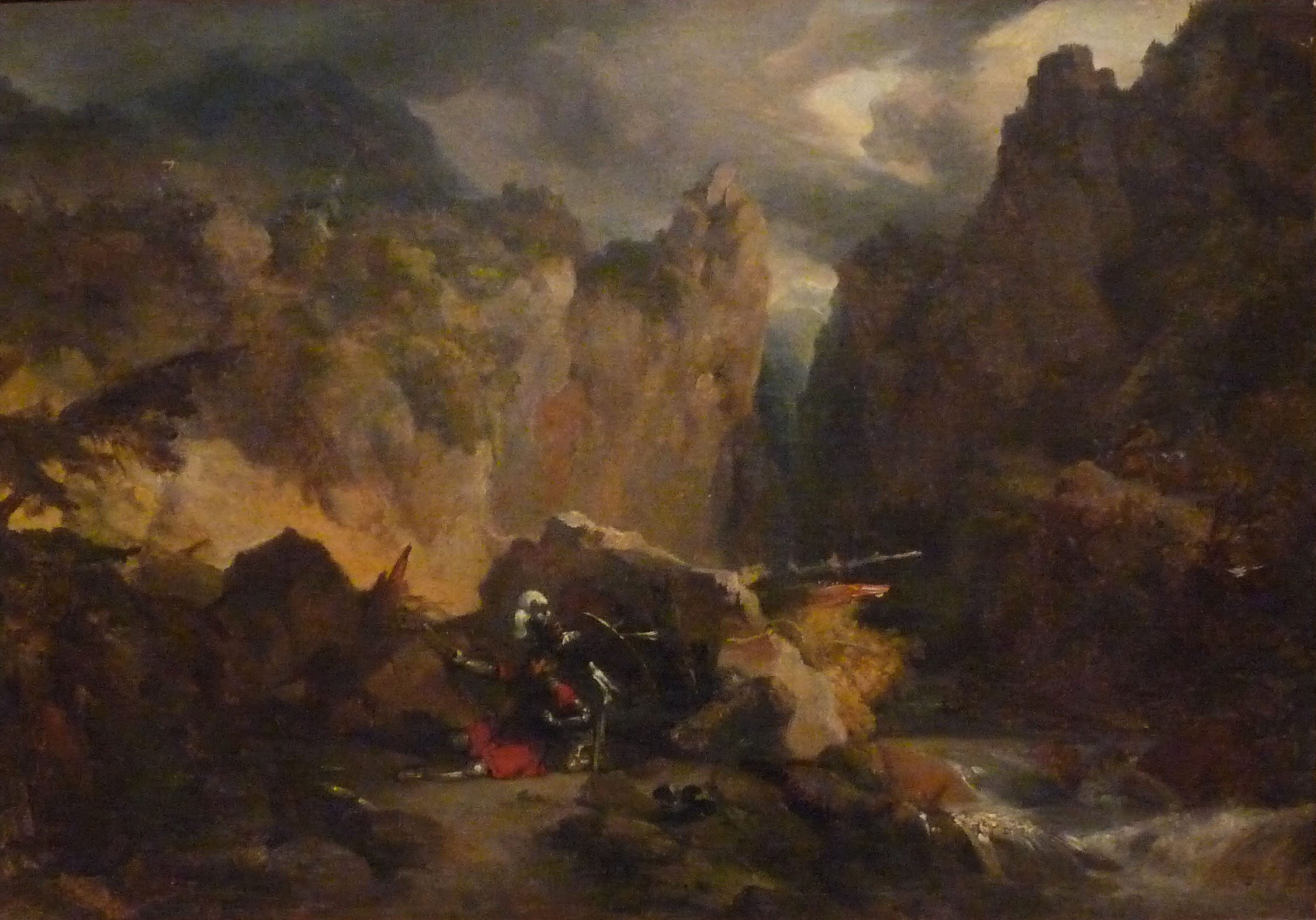
《롤랑의 죽음과 풍경》